# Valens Kajeguhakwa
Valens Kajeguhakwa (1er janvier 1942 à Rukoko) est un homme d'affaires rwandais, ancien professeur, député au parlement du Rwanda de 1994 à fin 1998.